# Fraydele Oysher
Pour les articles homonymes, voir Oysher.
Fraydele Oysher, née le 13 octobre 1913 et décédée le 17 août 1983, était une chanteuse et actrice de théâtre en yiddish, née à Lipcani dans l'Empire russe, aujourd'hui en Moldavie, et décédée à New York, aux États-Unis.

## Carrière
Fraydele Oysher est née à Lipcani, de Lily et Zelig Oysher, qui était un célèbre hazzan, lui-même d'une lignée de hazzanim. Quelques mois après sa naissance, avant que la Première Guerre mondiale n'éclate, Zelig a émigré aux États-Unis. Le 22 octobre 1909 à Odessa est né Harold Sternberg, dont la famille a également baigné dans le monde de la musique : son père, Yossela « Bass », surnommé ainsi à cause de sa voix de basse hors du commun, était lui aussi hazzan. Le jeune Harold a chanté dans la chorale de son père à Lipcani, où sa famille habitait, avec le frère de Fraydele, Moishe. Yossela a émigré à son tour aux États-Unis en 1923, Harold le rejoignant en 1927. Fraydele et Moyshe ont rejoint Zelig en 1921 à Montréal, puis ils ont déménagé à Philadelphie.
Là, Fraydele a d'abord chanté avec son père, qui lui a appris des chants du répertoire des hazzans, puis avec son frère. Elle a ensuite suivi les cours de Mikhl Gelbart à la chorale de l'Arbeter Ring États-Unis, puis dans un cadre privé. Après avoir travaillé dans une usine de bretzels, elle a organisé des concerts comme elle a pu et commencé à travailler dans des stations de radio de Philadelphie. Elle s'est rendue à l'Arch Street Theater, où elle a rencontré le célèbre Hymie Jacobson, qui n'avait pas de poste pour elle, mais lui a dit qu'il irait la voir où elle se produirait. Son frère Moyshe l'a ensuite emmenée à New York, où ils ont habité chez les parents de Herschel Bernardi. Fraydele Oysher a commencé sa carrière très jeune, en tant qu'enfant vedette : elle n'avait que quinze ans quand elle a commencé à chanter à l'Amphion Theater, souvent à la fin du premier acte, des chansons du répertoire des hazzans. Elle s'est ensuite produite sur le Second Avenue Theater, où les rôles furent bientôt écrits pour elle, entre autres par William Siegel ou Louis Freiman, souvent Sholom Secunda pour la musique.
Sur le plan personnel, Moyshe l'a présentée à Harold Sternberg, devenu entre temps comprimario au Metropolitan Opera de New York. Fraydele et Harold se sont mariés en 1934, puis sont partis en 1935-1936 à Buenos Aires, où elle a étendu son répertoire, en jouant par exemple A Bar Mitzvah de Boris Tomashefsky au Teatro Mitre. Elle a même donné un concert à Cuba, où Harold Sternberg se produisait avec l'opéra. Par la suite, Fraydele a continué à se produire dans de nombreux théâtres, essentiellement au Canada et aux États-Unis, dans diverses pièces. Elle a aussi donné des récitals, souvent accompagnée juste au piano par Harold Green, mais ses activités ont décliné après les années 1970. Harold Sternberg a, outre ses activités à l'opéra jusqu'au début des années 70, composé, mis en scène, dirigé des orchestres, et même imaginé des scénarios aussi bien pour son épouse que pour Moyshe. Il est décédé le 10 décembre 1998.
Fraydele Oysher a également au un rôle majeur dans les activités artistiques de son fils Michael Sternberg et surtout la carrière de sa fille Marilyn Michaels, et ce dès le plus jeune âge. Entre autres, elle a réduit ses propres apparitions, tout en l'emmenant souvent avec elle lors de ses concerts, jusqu'à l'inciter à se produire à huit ans. Elle lui a également décrit et imité Jean Stapleton dans son rôle d'Edith Bunker, que Marylin devait imiter mais qu'elle ne connaissait pas. Les deux femmes ont été jusqu'à se produire ensemble pour la fête des mères, ou à collaborer pour des enregistrements sonores.

## Influence et postérité
Fraydele Oysher monta sur scène et connut le succès très jeune, surpassant au début celui de son frère Moyshe. Samuel Rozanski a par exemple écrit qu'Harold Sternberg et Fraydele Oysher « furent les artistes invités les plus jeunes de l'histoire du théâtre argentin en langue yiddish ». Par la suite, ce succès a laissé moins de traces que d'autres, entre autres parce que Harold Sternberg craignait qu'enregistrer sa musique ne dissuadât ses auditeurs de venir à ses concerts, et aussi d'écouter les émissions de radio dans lesquelles elle chantait à Philadelphie et New York. Il est toutefois important de noter que tous deux ont donné un nombre important de document pour qu'ils puissent être étudiés.
Fraydele, comme on l'appelait simplement au début de sa carrière, jouait aussi déguisée en garçon. Shmuel Zamd a écrit qu'elle avait joué « quelques scènes déguisée en garçon et même là elle était tout à fait charmante ». Un de ses rôles les plus marquants était celui du garçon étudiant à la Yechiva et ayant l'autorisation d'officier à la bimah, qui commençait à réciter les prières liturgiques et à diriger le chant et révélait à la dernière scène qu'elle était enceinte. Fraydele Oysher n'a jamais officié à la synagogue, contrairement à son frère. Elle a cependant reçu des propositions, qu'elle a déclinées, sachant que la fonction de hazzan était à l'époque interdite aux femmes,. Fraydele Oysher ne se percevait pas comme une féministe, elle a cependant été considérée comme une pionnière pour avoir interprété au théâtre des chants liturgiques normalement réservés aux hommes. Arianne Brown, elle-même devenue hazzan depuis, considérait en 2006 que les khazntes, dont Fraydele Oysher, ont défié les traditions et osé rêver.
Fraydele Oysher avait aussi une personnalité marquante en tant que mère. Lors d'une entrevue, elle a déclaré que tout avait commencé lorsque Marylin (Michaels) avait vu un psychiatre qui lui avait de « devenir sa propre personne », et que depuis elle était la personne du psychiatre. De fait, outre son père Zelig, son mari Harold et son frère Moishe, qui fut également le mari de Florence Weiss, sa nièce Rozanna (Shoshanna), ponctuellement, et sa fille Marilyn Michaels se sont engagées dans des carrières artistiques, mais également ses petits-enfants Joanna Sternberg (en), qui a aussi un groupe nommé Fraydele, et Mark Wilk.

## Œuvre

### Musique
- Chasin kodish ; Riboinoi shel oylom, 78 tours, Banner records, New York, 1947, avec Abraham Ellstein à l'orgue.
- Eilu d'vorim ; Ov horachamim, 78 tours, Banner records, New York, 1948, avec Abraham Ellstein à l'orgue.
- Songs My Brother Oyshe Sang, 33 tours, avec Marylin Michaels et un orchestre dirigé par Abraham Ellstein, Tikva records, dans les années 60.
- Yidisher humor = Para cantar y reir, avec Leo Fuchs, 33 tours, Buenos Aires, Londisc, 1970.
- Variety Yiddish Theatre, 33 tours, compilation avec un titre de Fraydele Oysher, Banner records, New York, 1970.
- Yiddish Soul, avec Marylin Michaels, 33 tours, Michaels records, New York, 1970.
- An Oysher Album, avec Marylin Michaels et Moyshe Oysher, 33 tours, Michaels records, New York, 1980.
- Great cantorial singers, compilation en CD de musique féminine de synagogue, Tara Music, années 2000.
- The Oysher Heritage, avec Marylin Michaels et Moyshe Oysher, CD, MEW productions, New York, 2005.
- Cantors Klezmorim & Crooners 1905-1953: Classic Yiddish 78s From the Mayrent Collection, compilation de musique yiddish sur CD, avec un titre de Fraydele Oysher, JSP records, 2009.

### Liste de spectacles
- Amphion Theatre en 1933, Brooklyn, Der heyliger bukher, de Sholom Perlmutter.
- Second Avenue Theatre, New York, en 1934, entre autres Fraydele's Wedding.
- Teatro Mitre, Buenos Aires, en 1935-1936, entre autres A Bar Mitzvah de Boris Tomashefsky
- Lyric Theatre, Brooklyn, 1937, The Chelmer Chazendel d'A. Nagir.
- Shawmut Theatre, Roxbury, 1937, Freidele die Chazente.
- Parkway Theatre, Brooklyn, 1938, Golden meydele d'Abraham Blum.
- Douglas Park Theatre, Chicago, 1944-45, Di kleyne khazante de Louis Freiman ; The Song of Israel ; Ya a maydl, nisht a maydl! d'Abraham Blum ; Malkele the Rebetzin de William Siegel ; Di freylekhe almnh de Louis Freiman ; The Seider Night ; The Cantor From Chelem ; The Little Soldier Boy.
- Playhouse Theatre, Winnipeg, 1945, récital.
- Playhouse Theatre, Winnipeg, 1947, récital avec Michel Rosenberg.
- Monument National Theatre, Montréal, 1947, Di freylekhe bkhzrim, comédie musicale de William Siegel.
- High School Auditorium, Miami, 1948, Chazendel of Shabes.
- Temple Theatre, Toronto, 1948, Dem khazn's tekhterel.
- Clinton Theatre, New York, 1949, Ihr taten's nigun, comédie musicale de Phlip Laskofsky.
- Downtown National Theatre, New York, 1951, Hommage à Israel Rosenberg.
- Victor Theatre, Toronto, 1951, concerts.
- Parkway Theatre, Brooklyn, 1953, The Yiddish Show of Shows.
- Downtown National Theatre, New York, 1956, My Grandpa's Melody, comédie musicale de William Siegel.
- Town Hall, Philadelphie, 1961, Passover Queen.
- Civic Playhouse, Hollywood, 1964, A Chazendel auf Shabes
- Yiddish Anderson Theatre, New York, 1968, It's Never Too Late for Happiness.
- Jewish Center of Brighton Beach, Brooklyn, 1969, concert de Hanoucca.
- Théâtre de la 46ème rue, Brooklyn, 1970.
- Yiddish Anderson Theatre, New York, 1971, A gut yor, yidn.
- Town Hall, Philadelphie, 1972, revue d'hiver.
- Brebeuf theatre, Montréal, 1972, A Chazendel of Shabes.
- Avery Fischer Hall, New York, 1976, With Song and Laughter, avec Marylin Michaels aussi.
- Valhalla, New York, 1978, festival yiddish.
- South Shore High School, New York, 1980, Jewish American Vaudeville IX.
- Town Hall, New York, 1981, en hommage à Sam et Rose Sterner.
- Public Theatre, New York, 1985, gala de charité pour YIVO.